# Pentacrinites
Pentacrinites è un genere estinto di echinodermi appartenenti ai crinoidi. I suoi resti si rinvengono in grandi quantità in strati che vanno dal Giurassico inferiore al Giurassico superiore (tra 200 e 150 milioni di anni fa). I principali fossili sono stati ritrovati in Europa centrale, ma sono stati rinvenuti esemplari anche in Nordamerica, Asia e Nuova Zelanda.

## Descrizione
Nel complesso, gli animali appartenenti a questo genere assomigliavano vagamente a una scopa assai fitta; Pentacrinites era un crinoide dalle braccia molto allungate e ramificate, dotate di frange costituite da una serie di lunghe appendici (brachioli). Le braccia si originavano da un calice di piccole dimensioni, composto da due serie di piastre, che era posto su un lungo stelo costituito da piccoli elementi pentagonali a forma di stella. Le dimensioni di questo animale potevano essere davvero notevoli: in alcuni casi gli steli raggiungevano i venti metri di altezza. Il diametro medio dello stelo, invece, era di poco più di un centimetro.

## Biologia
Gli isocrinidi attuali vivono sui fondali marini, dove formano vere e proprie “praterie”. Probabilmente anche Pentacrinites e i suoi stretti parenti (come Seirocrinus), appartenenti al medesimo gruppo di crinoidi, vivevano allo stesso modo delle specie odierne. Alcuni fossili, però, dimostrano che questi animali spesso si attaccavano sulla superficie inferiore di tronchi galleggianti e si lasciavano trasportare dalle correnti, nutrendosi delle particelle di cibo planctoniche.

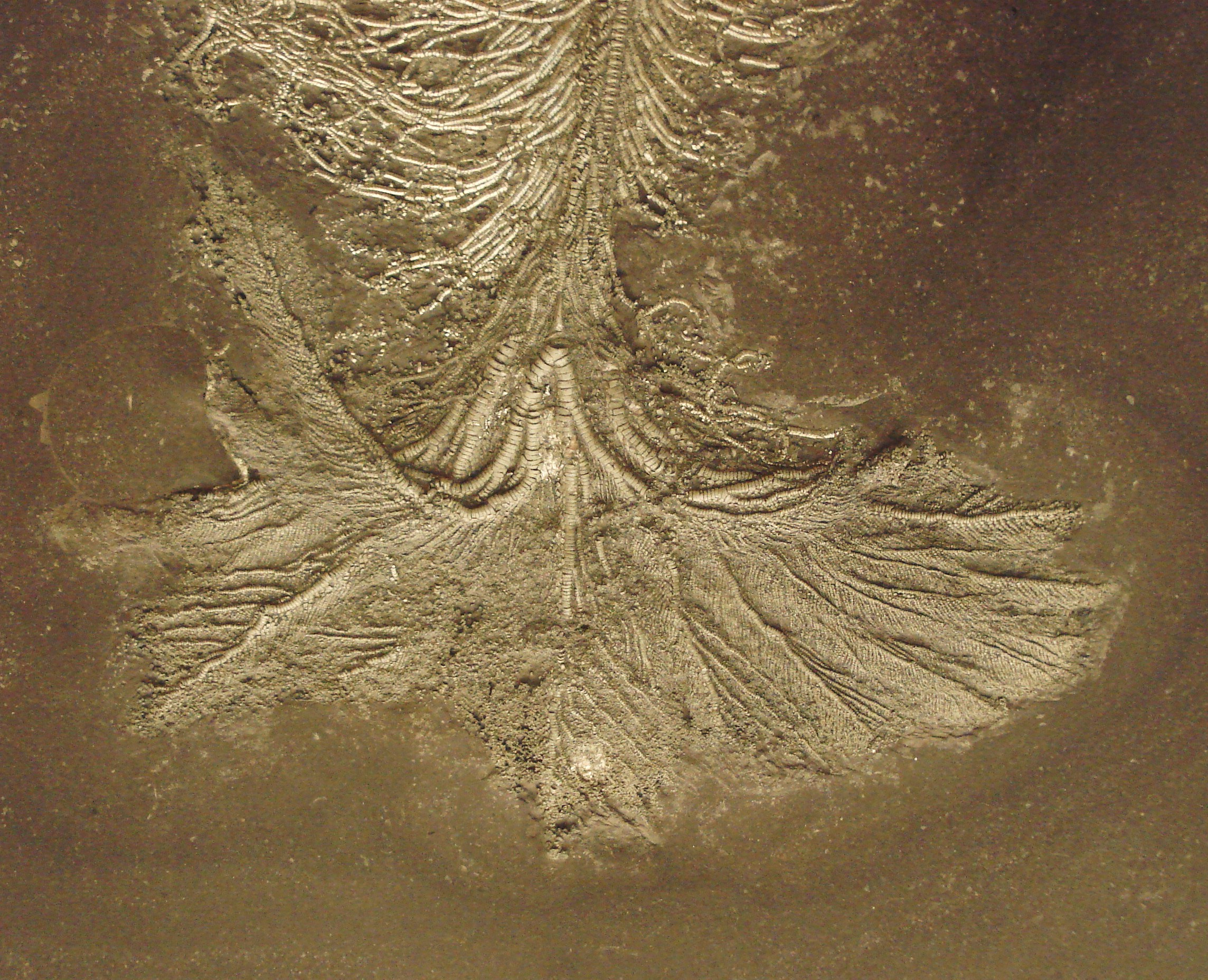
Fossile di Pentacrinites

## Fossili
La massima espansione dei pentacriniti si ebbe nel Giurassico inferiore; molti fossili di questi animali si rinvengono nel famoso giacimento di Holzmaden, in Germania, dove sono stati ritrovati numerosi esemplari ancora attaccati ai tronchi fossilizzati. Ulteriore materiale detritico disperso è comune intorno a questi tronchi e ha formato veri e propri livelli calcarei. In altri giacimenti europei, invece, sono molto più comuni i componenti isolati dello stelo, in forma di piccole stelle disgiunte. Questi elementi, dispersi nel sedimento, diventavano spesso componenti fondamentali della roccia. Le specie più note sono Pentacrinites dichotomus e Pentacrinites fossilis.